# ميل (وحدة)
الميل اسم يدل على وحدات مختلفة لقياس الطول، والمستخدمة في عدة بلدان وفي فترات تاريخية مختلفة، يتغير قياسها من 1 إلى 10 كم تقريباً. لا يعد مما سبق جزء من النظام الدولي.
كلمة ميل تأتي من اللاتينية MILIA passuum (آلاف من الخطوات بصيغة المفرد: ألف passus)، في روما كان يدل على وحدة تساوي ألف خطوة (1 خطوة = 1،48 متر). منذ القرن التاسع عشر فصاعداً هذه وحدات القياس قد تم التخلي عنها في معظم البلدان، التي اعتمدت النظام المتري. استخدام الميل لا يزال قائماً في البلدان الانغلوساكسوني (بما فيها الولايات المتحدة الأمريكية) وفي النقل البحري والجوي.

## الميل الشرعي
الميل: يطلق في اللغة على عدة معان فمنها الميل الذي يكتحل به. ومنها القطعة من الأرض بين الجبلين، ومنها الميل أي مد البصر.
مقدار الميل:
- عند الحنفية: 4000 ذراع فإذن عندهم هو 1855 متر.
- المالكية: 3500 ذراع أي 1855 متر.[محل شك]
- وعند الحنابلة والشافعية: 6000 ذراع أي 3710 متر.

## الميل الذي ما زال يستعمل
- ميل الأرضي أو الميل الإنجليزي (النظام الأساسي ميل): في نظام الإمبراطورية البريطانية يقابل 1760 يارده و 5280 قدم وبالضبط 1609،344م. إنه لا يزال شائع الاستعمال في البلدان الانغلوساكسونية.
- الميل البحري أو الميل البحري الدول (ميل بحري) طولة 1852 متر بالضبط، وفقا للتعريف الذي أُنشئ في 1929 من قبل المؤتمر الاستثنائي الهيدروغرافية الدولية من موناكو بافاريا (ينتقل من الولايات المتحدة في عام 1954 والجمعية الملكية البريطانية في المكتب الهيدروغرافي 1970). النظام الدولي للوحدات يسمح لاستخدام لصناعات الطيران والملاحة البحرية.
- ميل من خط الاستواء، وهي تساوي متوسط طول خط الاستواء بطول قوس المقابلة لمدة دقيقة قوس خط الطول، عند حوالي 1851،8 م.
- الميل البحري الإنجليزية أو الإنجليزية ميل بحري: تقدر 1853،18 م.
- ميل مشاة البحرية الأميركية، أو بعد ميل بحري للولايات المتحدة: تقدر 1853،24 م.

## المصدر
- كتاب حقيقة الدينار والدرهم والصاع والمد لأبي العباس العزفي السبتي.
- علي جمعة المكاييل والموازين الشرعية.